# نوو-نیکلایفکا
نوو-نیکلایفکا (به لاتین: Novo-Nikolayevka) یک منطقهٔ مسکونی در روسیه است که در استان آستراخان واقع شده‌است.